# Robert Snodgrass
Robert Snodgrass, né le 7 septembre 1987 à Glasgow, est un ancien footballeur international écossais qui évolue au poste de milieu de terrain.

## Biographie

### Débuts et formation
Né à Glasgow, Snodgrass grandit dans la région de Gallowgate, il est le cadet de trois garçons et deux filles. Il rejoint le Livingston FC à l'âge de douze ans.

### Livingston FC
Snodgrass débute donc sa carrière à Livingston, en 2003. Depuis il a marqué 15 buts en 79 matchs avec le club. Au niveau international, il joue pour l'équipe nationale d'Écosse des moins de 19 ans. Il fait partie de l'équipe qui a atteint la finale des Championnats d'Europe 2006 en Pologne. Snodgrass retient à ce moment-là l'attention des géants espagnols du FC Barcelone.
Avant que Snodgrass soit professionnel, il se voit offrir un passage à Blackburn Rovers, mais il choisit de rester avec Livingston FC. Il part à Stirling Albion FC le 30 janvier 2007, à titre de prêt pour le reste de la saison 2006-07.
Lors de la saison 2007-08, il marque 10 buts avec Livingston FC en première division écossaise et il rejoint Leeds United au mois de juillet 2008.

### Leeds United
Après avoir d'abord lutté pour une place dans le onze de départ, Snodgrass s'impose après une série de performances impressionnantes lors des mois de novembre et décembre. À ce moment, son club était en pleine déroute, mais lui marque 4 buts en 7 matchs. Le jeune écossais devient un élément important de l'équipe de Simon Grayson, le titulaire indiscutable. Snoddy est aussi un des favoris des supporters de Leeds et il est souvent considéré comme représentant le salut du club.
Snoddy a un impact massif sur le public dès sa première saison, puisqu'il finit second derrière Jermaine Beckford à la remise du prix du meilleur joueur de l'année élu par les fans de Leeds United. Lors cette saison, il finit meilleur passeur de League One (D3) (16 passes et 18 toutes compétitions confondues) bien qu'il ne se soit imposé comme titulaire réellement qu'au mois de décembre. Il marque également 11 buts, faisant partie des trois joueurs ayant marqué plus de 10 buts pour le club, avec Jermaine Beckford et Luciano Becchio. Il est décrit comme un joueur technique, ayant une grande détermination sur un terrain et n'hésitant pas à défendre, à travailler beaucoup sur le près. Il reçoit plusieurs prix des fans du club bien que Fabian Delph et Jermaine Beckford reçoivent ceux étant les plus importants.
Au début de la saison 2009-2010, il signe un nouveau contrat de quatre ans avec le club. Snodgrass commence sa saison sur un rythme moins élevé que la précédente, même s'il est toujours assez efficace. Il revient sur un bon rythme après avoir marqué un doublé contre Watford FC, qui permet à Leeds de passer au 3e tour de la Carling Cup. Et lors de ce 3e tour, il réalise une superbe performance, terrorisant l'arrière gauche de Liverpool, l'international italien Andrea Dossena, pendant tout le match. Il participe à la victoire héroïque des whites contre les rivaux de Manchester United, le 3 janvier en FA Cup, mais n'est pas titulaire en raison d'une légère blessure. Ce qui ne l'empêche pas de frapper la transversale sur coup franc. Au tour suivant, il est titulaire et reçoit les éloges des journalistes. À la fin de la saison, Leeds monte en deuxième division, Snodgrass a une nouvelle fois joué un rôle important avec 7 buts et 9 passes décisives (10 buts et 14 passes décisives toutes compétitions confondues) et est désigné dans la PFA Team of the Year (équipe de l'année) de D3 anglaise.
Sa première saison en Championship est moins impressionnante, le passage du traditionnel 4-4-2 au 4-2-3-1 ainsi que l'influence grandissante d'autres joueurs offensifs comme Max Gradel et Jonny Howson pouvant en partie expliqué ceci. Malgré tout, il fait quelques prestations remarqués, comme celle contre Arsenal FC en FA Cup, où il ouvre le score sur penalty au premier match pour un match nul sur le score de 1-1. De plus, il est élu deux fois de suite, en janvier et février, joueur du mois de Championship élu par le grand public. Il termine la saison avec une petite blessure qui lui fera manqué par ailleurs la sélection écossaise, au contraire de son coéquipier Ross McCormack qui revient après un long moment d'absence. Ses statistiques sont plus faibles que les autres années, il finit avec 7 buts et 6 passes décisives toutes compétitions confondues.
En revanche, sa seconde saison dans ce championnat est bien plus aboutie, et ce malgré une équipe qui s'est affaiblie. Ses nouvelles sélections avec l'équipe nationale en attestent, tout comme les deux prix du meilleur joueur de la saison du club qu'on lui décerne le 28 avril. Il marque d'ailleurs son premier but avec l'Écosse le 10 août 2011 contre le Danemark. Avec l'arrivée à la mi-saison de Neil Warnock comme entraîneur, il obtient le brassard de capitaine, profitant donc également du départ de celui qui le portait avant lui : Jonny Howson. Ses statistiques sont ainsi bien plus élevées à l'issue de cette saison, puisqu'il finit avec 13 buts et 14 passes décisives, et donc au passage deuxième meilleur passeur du championnat.
Mais finalement, l'échec dans la course à la promotion en Premier League de Leeds va conduire Snoddy à quitter le club le 27 juillet 2012. Il refuse donc la prolongation de contrat du club, qui faisait de lui le joueur mieux payé, et le challenge proposé, c'est-à-dire la promotion avec une équipe formé autour de lui, en tant que capitaine qui plus est. Son désir de jouer en Premier League et plus régulièrement avec l'Écosse l'emporte, et pour environ 3.9 millions d'euros, il rejoint Norwich City où évolue déjà ses anciens coéquipiers Bradley Johnson et Jonny Howson.

### Norwich City
Leader technique de l'équipe, il réalise une belle saison 2013-2014 sous le maillot des canaries, ponctuée par un match remarquable face à Manchester United. Certes, le match se solde par une cinglante défaite (4-0) pour le premier match en tant qu'entraineur de Ryan Giggs, mais il réalise quelques gestes de grandes classes mettant au supplice Evra et Büttner. Le duo offensif Hooper-Snodgrass est prolifique. Snodgrass est 2e meilleur buteur de l'équipe avec 7 buts (dont 6 en championnat) en 22 tirs. Il est aussi co-meilleur passeur de son équipe avec 5 passes décisives (dont 2 en championnat).

### Hull City
Le 30 juin 2014, il s'engage pour trois ans avec Hull City. Après seulement trois matchs de joués avec sa nouvelle équipe, il se blesse à la rotule et est indisponible six mois.

### West Ham
Le 27 janvier 2017, Snodgrass signe un contrat de trois ans et demi avec West Ham. Engagé pour succéder au Français Dimitri Payet, il échoit du numéro 11.

### Prêt à Aston Villa et après
Le 25 août 2017, Snodgrass est prêté pour une saison à Aston Villa. Il inscrit sept buts en quarante-trois matchs de championnat sous le maillot de Villa. Auteur de quatorze passes décisives sur toute la saison, il termine co-meilleur passeur décisif de Championship.
En janvier 2024, il annonce sa retraite.

### Carrière internationale

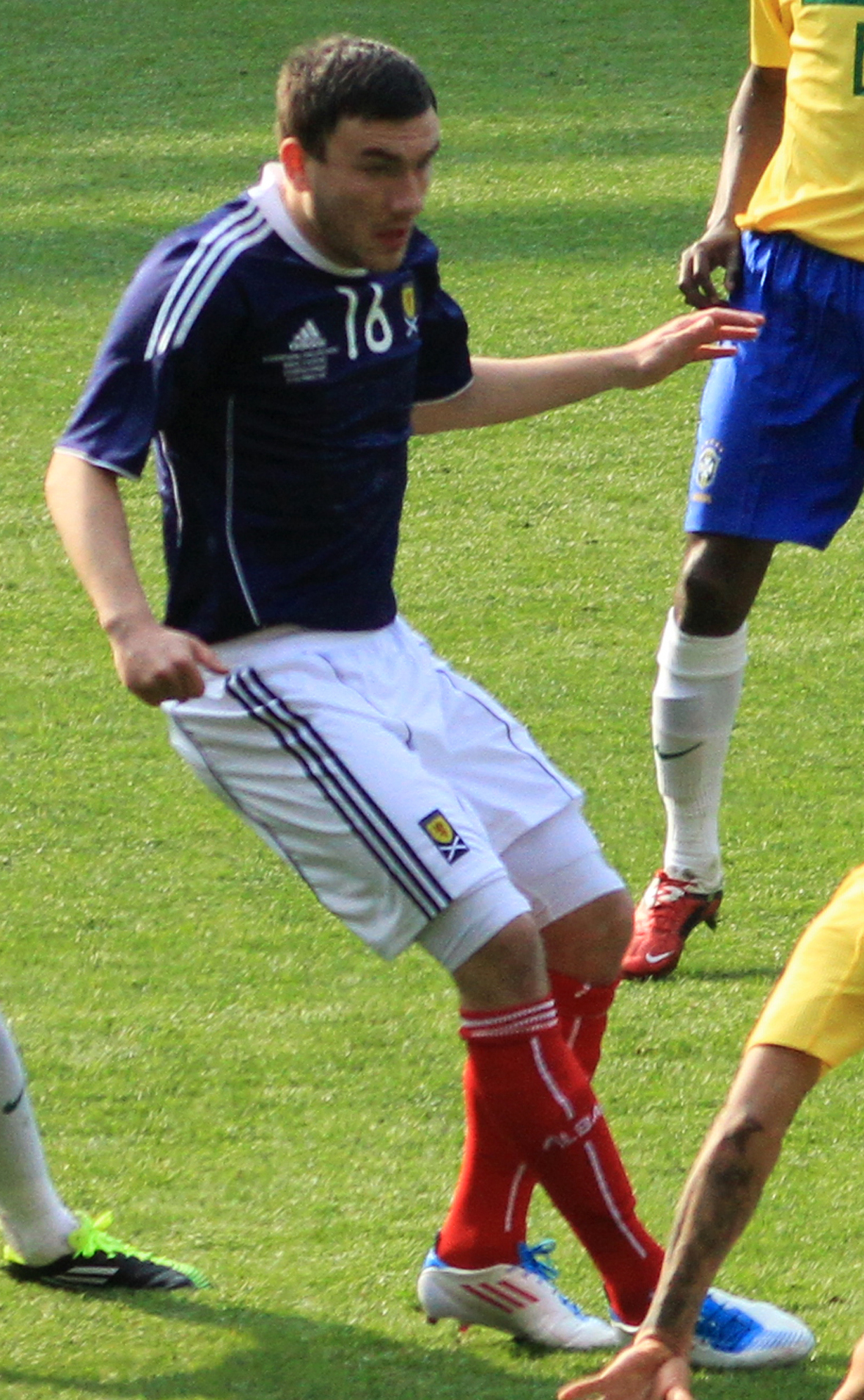
Snodgrass avec l'Écosse en 2011.

Le 9 février 2011, Snodgrass honore sa première sélection avec l'Écosse à l'occasion d'un match contre l'Irlande du Nord.
Le 10 août suivant, il inscrit son premier but avec la sélection écossaise contre le Danemark.
Le 15 octobre 2019, Robert Snodgrass annonce qu'il prend sa retraite internationale après avoir inscrit sept buts en vingt-huit sélections.

## Statistiques
| Saison                | Club                   | Championnat           | Championnat | Championnat | Championnat | Coupe nationale | Coupe nationale | Coupe nationale | Coupe de la Ligue | Coupe de la Ligue | Coupe de la Ligue | Compétition(s) continentale(s) | Compétition(s) continentale(s) | Compétition(s) continentale(s) | Compétition(s) continentale(s) | Play-offs | Play-offs | Play-offs | Football League Trophy | Football League Trophy | Football League Trophy | Écosse | Écosse | Écosse | Total | Total | Total |
| Saison                | Club                   | Division              | M.          | B.          | P.d.        | M.              | B.              | P.d.            | M.                | B.                | P.d.              | Comp.                          | M.                             | B.                             | P.d.                           | M.        | B.        | P.d.      | M.                     | B.                     | P.d.                   | M.     | B.     | P.d.   | M.    | B.    | P.d.  |
| 2004-2005             | Livingston FC          | D1                    | 16          | 2           | 2           | 1               | 1               | -               | 1                 | 0                 | -                 | -                              | -                              | -                              | -                              | -         | -         | -         | -                      | -                      | -                      | -      | -      | -      | 18    | 3     | 2     |
| 2005-2006             | Livingston FC          | D1                    | 26          | 4           | 1           | 2               | 0               | -               | 2                 | 0                 | -                 | -                              | -                              | -                              | -                              | -         | -         | -         | -                      | -                      | -                      | -      | -      | -      | 30    | 4     | 1     |
| 2006-2007             | Livingston FC          | D1                    | 6           | 0           | 0           | 1               | 0               | -               | -                 | -                 | -                 | -                              | -                              | -                              | -                              | -         | -         | -         | -                      | -                      | -                      | -      | -      | -      | 7     | 0     | 0     |
| 2007-2008             | Livingston FC          | D1                    | 31          | 9           | 7           | 3               | 0               | -               | 3                 | 1                 | -                 | -                              | -                              | -                              | -                              | -         | -         | -         | -                      | -                      | -                      | -      | -      | -      | 37    | 10    | 7     |
| Sous-total            | Sous-total             | Sous-total            | 79          | 15          | 10          | 7               | 1               | -               | 6                 | 1                 | -                 | -                              | -                              | -                              | -                              | -         | -         | -         | -                      | -                      | -                      | -      | -      | -      | 92    | 17    | 10    |
| 2006-2007             | Stirling Albion (prêt) | D2                    | 12          | 5           | -           | -               | -               | -               | -                 | -                 | -                 | -                              | -                              | -                              | -                              | 3         | 2         | -         | -                      | -                      | -                      | -      | -      | -      | 15    | 7     | 0     |
| Sous-total            | Sous-total             | Sous-total            | 12          | 5           | -           | -               | -               | -               | -                 | -                 | -                 | -                              | -                              | -                              | -                              | 3         | 2         | -         | -                      | -                      | -                      | -      | -      | -      | 15    | 7     | 0     |
| 2008-2009             | Leeds United FC        | League One            | 42          | 9           | 16          | 2               | 0               | 0               | 3                 | 2                 | 2                 | -                              | -                              | -                              | -                              | 2         | 0         | 0         | 2                      | 0                      | 0                      | -      | -      | -      | 51    | 11    | 18    |
| 2009-2010             | Leeds United FC        | League One            | 44          | 7           | 8           | 6               | 0               | 4               | 3                 | 2                 | 1                 | -                              | -                              | -                              | -                              | -         | -         | -         | 4                      | 1                      | 0                      | -      | -      | -      | 57    | 10    | 13    |
| 2010-2011             | Leeds United FC        | Championship          | 37          | 6           | 6           | 2               | 1               | 0               | -                 | -                 | -                 | -                              | -                              | -                              | -                              | -         | -         | -         | -                      | -                      | -                      | 2      | 0      | 0      | 41    | 7     | 6     |
| 2011-2012             | Leeds United FC        | Championship          | 43          | 13          | 15          | -               | -               | -               | 1                 | 0                 | 0                 | -                              | -                              | -                              | -                              | -         | -         | -         | -                      | -                      | -                      | 3      | 1      | 0      | 47    | 14    | 15    |
| Sous-total            | Sous-total             | Sous-total            | 166         | 35          | 45          | 10              | 1               | 4               | 7                 | 4                 | 3                 | -                              | -                              | -                              | -                              | 2         | 0         | 0         | 6                      | 1                      | 0                      | 5      | 1      | 0      | 196   | 42    | 52    |
| 2012-2013             | Norwich City           | Premier League        | 37          | 6           | 6           | 1               | 1               | 0               | 2                 | 0                 | 1                 | -                              | -                              | -                              | -                              | -         | -         | -         | -                      | -                      | -                      | 5      | 1      | 0      | 45    | 8     | 7     |
| 2013-2014             | Norwich City           | Premier League        | 30          | 6           | 2           | 2               | 1               | 0               | 2                 | 0                 | 3                 | -                              | -                              | -                              | -                              | -         | -         | -         | -                      | -                      | -                      | 5      | 1      | 0      | 39    | 8     | 5     |
| Sous-total            | Sous-total             | Sous-total            | 67          | 12          | 8           | 3               | 2               | 0               | 4                 | 0                 | 4                 | -                              | -                              | -                              | -                              | -         | -         | -         | -                      | -                      | -                      | 10     | 2      | 0      | 84    | 16    | 12    |
| 2014-2015             | Hull City              | Premier League        | 1           | 0           | 0           | -               | -               | -               | -                 | -                 | -                 | C3                             | 2                              | 0                              | 0                              | -         | -         | -         | -                      | -                      | -                      | -      | -      | -      | 3     | 0     | 0     |
| 2015-2016             | Hull City              | Championship          | 24          | 3           | 6           | 1               | 0               | 0               | 1                 | 1                 | 0                 | -                              | -                              | -                              | -                              | 3         | 0         | 1         | -                      | -                      | -                      | 2      | 0      | 0      | 31    | 4     | 7     |
| 2016-2017             | Hull City              | Premier League        | 20          | 7           | 3           | 1               | 0               | 1               | 3                 | 2                 | 0                 | -                              | -                              | -                              | -                              | -         | -         | -         | -                      | -                      | -                      | 4      | 3      | 0      | 28    | 12    | 4     |
| Sous-total            | Sous-total             | Sous-total            | 45          | 10          | 9           | 2               | 0               | 1               | 4                 | 3                 | 0                 | -                              | -                              | -                              | -                              | 3         | 0         | 1         | -                      | -                      | -                      | 6      | 3      | 0      | 60    | 16    | 11    |
| 2016-2017             | West Ham               | Premier League        | 15          | 0           | 2           | -               | -               | -               | -                 | -                 | -                 | -                              | -                              | -                              | -                              | -         | -         | -         | -                      | -                      | -                      | 3      | 0      | 0      | 18    | 0     | 2     |
| 2018-2019             | West Ham               | Premier League        | 33          | 2           | 5           | 2               | 0               | 0               | 3                 | 2                 | 4                 | -                              | -                              | -                              | -                              | -         | -         | -         | -                      | -                      | -                      | 1      | 0      | 0      | 39    | 4     | 9     |
| 2019-2020             | West Ham               | Premier League        | 23          | 5           | 1           | 1               | 0               | 0               | 2                 | 0                 | 0                 | -                              | -                              | -                              | -                              | -         | -         | -         | -                      | -                      | -                      | 2      | 0      | 0      | 28    | 5     | 1     |
| Sous-total            | Sous-total             | Sous-total            | 71          | 7           | 8           | 3               | 0               | 0               | 5                 | 2                 | 4                 | -                              | -                              | -                              | -                              | -         | -         | -         | -                      | -                      | -                      | 6      | 0      | 0      | 85    | 9     | 12    |
| 2017-2018             | Aston Villa (prêt)     | Championship          | 40          | 7           | 14          | -               | -               | -               | -                 | -                 | -                 | -                              | -                              | -                              | -                              | 3         | 0         | 0         | -                      | -                      | -                      | 1      | 1      | 0      | 44    | 8     | 14    |
| Sous-total            | Sous-total             | Sous-total            | 40          | 7           | 14          | -               | -               | -               | -                 | -                 | -                 | -                              | -                              | -                              | -                              | 3         | 0         | 0         | -                      | -                      | -                      | 1      | 1      | 0      | 44    | 8     | 14    |
| Total sur la carrière | Total sur la carrière  | Total sur la carrière | 480         | 91          | 94          | 25              | 4               | 5               | 26                | 10                | 11                | -                              | 2                              | 0                              | 0                              | 11        | 2         | 1         | 6                      | 1                      | 0                      | 28     | 7      | 0      | 578   | 115   | 111   |

## Palmarès

### En club
Leeds United
- Vice-champion d'Angleterre de D3 en 2009.

### Distinctions personnelles
- Meilleur passeur de D3 anglaise en 2008 (16 passes décisives).
- Membre de l'équipe-type de D3 anglaise en 2010.